# Atolón Arno
Arno (en Marshalés: Arņo) es un atolón de 103 islas en el océano Pacífico. Es un distrito legislativo de las Islas Marshall cuya población asciende a 2069 habitantes aproximadamente. El territorio abarca 13 kilómetros cuadrados de tierra firme y una laguna interior de 399 km.